# Perasia dentilinea
Perasia dentilinea là một loài bướm đêm trong họ Noctuidae.